# Il·lustracions de William Blake de Paradise Lost

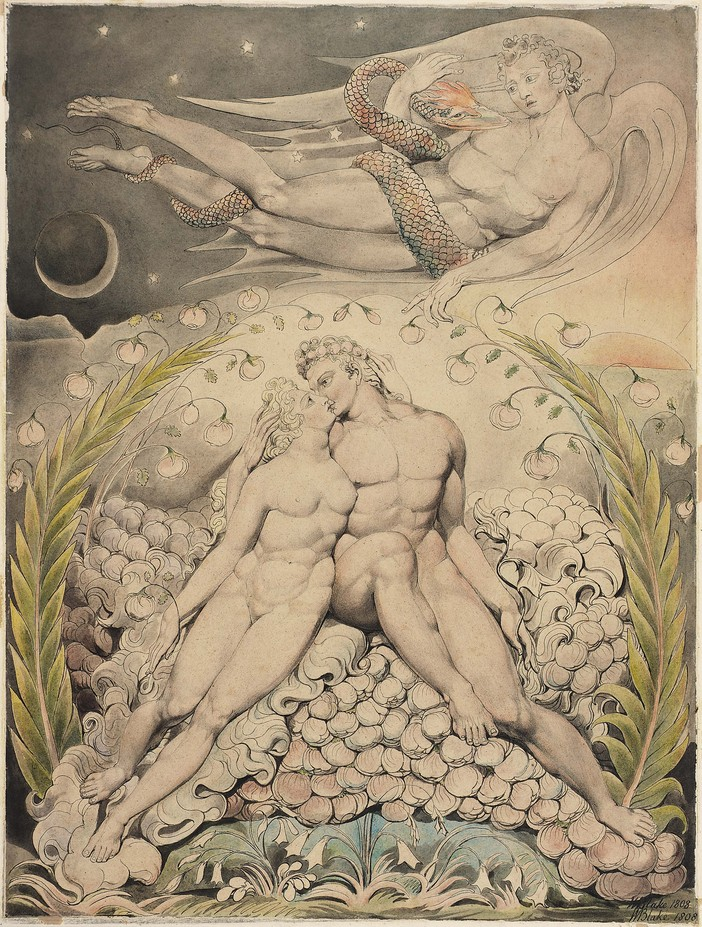
Satanàs Observant les Tendreses d'Adam i Eva (1808), versió de "l'edició Butts".

William Blake il·lustrà Paradise Lost més que cap altra obra de John Milton, i il·lustrà les obres de Milton amb més freqüència que les de cap altre escriptor. Aquestes il·lustracions demostren el seu interès crític pel text, i en específic els seus esforços per redimir els "errors" que percebé en les obres del seu predecessor.

## Anàlisi
Hi ha dotze plaques en cada edició de les il·lustracions, una per cada llibre del poema. Tot i que algunes representen escenes específiques de l'èpica (com Satanàs, el Pecat i la Mort: Satanàs arriba a les Portes de l'Infern), altres són síntesis de múltiples escenes (com Satanàs Observant les Tendreses d'Adam i Eva). En el darrer cas, Blake utilitzà barreres visuals per a separar elements de diferents escenes, com per exemple l'arc de la pèrgola a Satanàs Observant les Tendreses d'Adam i Eva.
En la Mitologia de Blake, la caiguda d'Albion des d'un hermafroditisme diví a una naturalesa sexual el divideix en els Quatre Zoas, els seus espectres (representants de la moral hipòcrita), i les seves emanacions (meitats femenines). En les il·lustracions de Paradise Lost, Adam és anàleg al caigut Albió, Satanàs a l'espectre d'Adam, i Eva a l'emanació d'Adam.

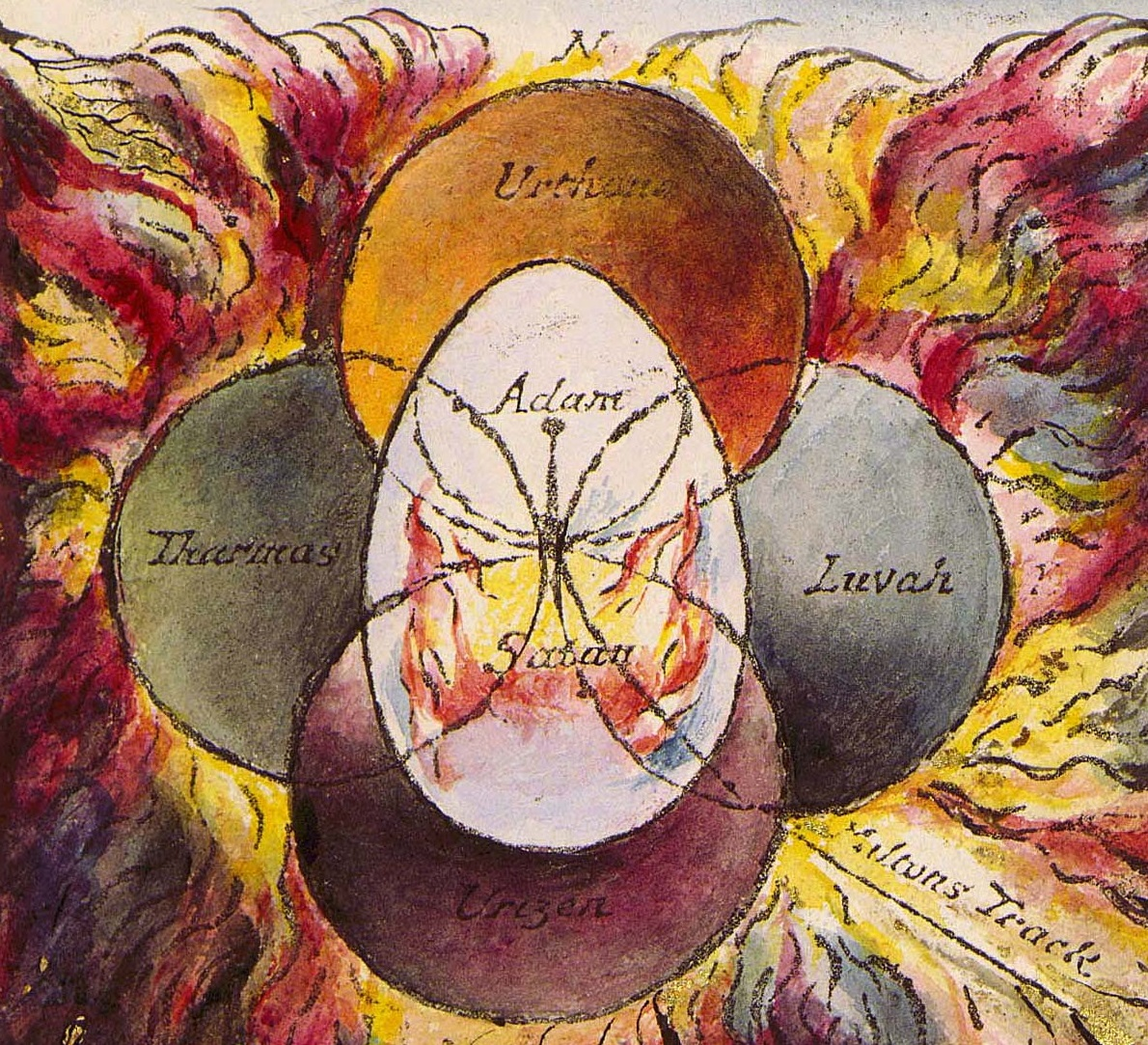
Il·lustració per a Milton a Poem. En la mitologia de Blake, Adam i Satanàs son dos extrems del caigut Albion.